# Апокатастасис

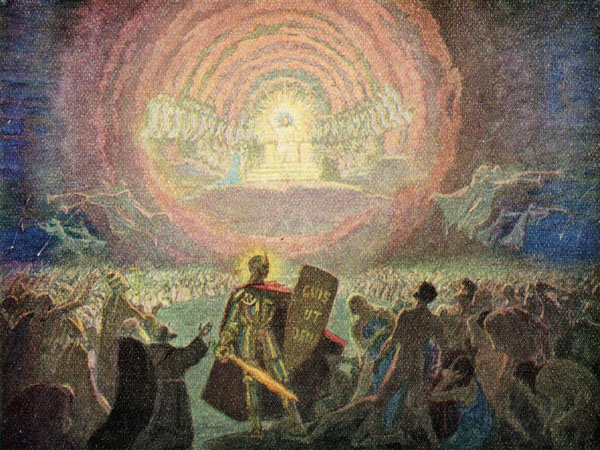
Суд над воскреслими на картині Гебхарда Фугеля, 1933 р.

Апоката́стасис (грец. Ἀποκατάστᾰσις — «відновлення») — повернення чого-небудь до свого початкового стану. В вузькому значенні — філософське й релігійне поняття про відновлення колишньої досконалості людини і світу. Зокрема в християнському богослів'ї — прощення і спасіння Богом усіх грішників, що відновлює їхнє єднання з Богом. Переважно пов'язане з ученням про посмертне перебування душ людей у Пеклі, де вони очищуються від гріха.

## В античній філософії
У давньогрецькій мові словом апокатастасис могли позначатися повернення до попереднього стану як наслідок природних циклів (повторне настання дня, пори року) чи як наслідок вольових зусиль, певних дій (повернення війська на вихідні позиції, видужання). Епікур, описуючи атоми, називав апокатастасисом їх повернення до стану, що передував зіткненню з іншими атомами, котре обумовлює всі зміни в світі. Гемін щодо руху Місяця вживав термін апокатастасис у значенні проміжку часу між двома послідовними проходженнями Місяця через перигей. Прокл називав апокатастасисом циклічне повернення світової душі до попереднього стану, що забезпечує її вічність. Згідно з Евдемом Родоським та піфагорейцями, всі події та стани повторюються, від змін дня і ночі до положення будь-якої речі в просторі, різниця полягає лише в різній тривалості циклів.

## У християнстві

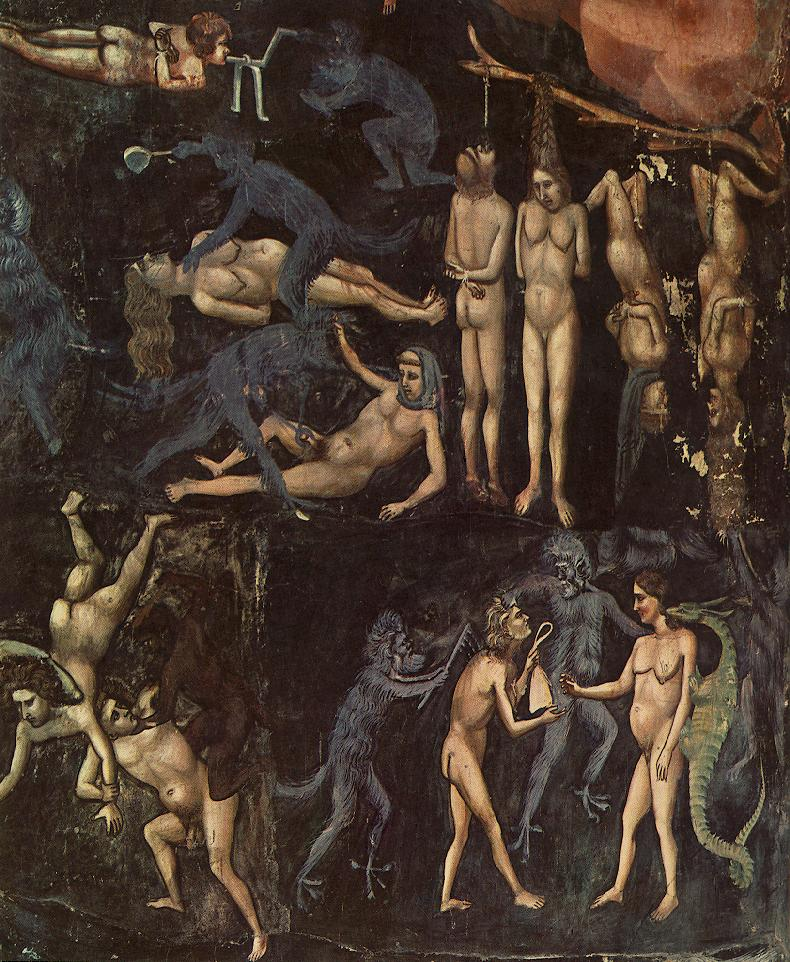
Пекельні муки грішників. Фрагмент «Страшного Суду» Джотто, 1306 р.

На відміну від античної філософії, у християнському богослів'ї час уявляється лінійним, історія світу в ньому не повторюється. Апокатастасис набуває іншого значення — повернення людини (чи іншої мислячої істоти) до стану безгрішності, в якому вона була створена Богом і перебувала з Ним у безпосередньому спілкуванні.
Вперше положення про апокатастасис у християнстві сформулював Климент Александрійський, припускаючи, що всі грішники, як люди, так і палі янголи і сам Сатана, коли-небудь отримають спасіння. Вони зазнають пекельних страждань, через які згодом очистяться. Оріген вважав, що зло саморуйнується, будучи недосконалим, тому не може бути вічним, а світ рухається до повернення у свій початковий стан, коли не існувало ні зла, ні гріха. Згідно з Орігеном, перебування в Пеклі тимчасове і необхідне для очищення від гріха, подібно як болісне лікування буває необхідним аби позбутися хвороби. Зрештою всі грішники, демони і Сатана повернуться до єднання з Богом, набувши духовного існування. У працях Григорія Ніського стверджувалося, що зло є відсутністю добра, отже будь-яке зло може бути (але не обов'язково буде) подолане. На його думку, втілення Бога в Ісусі Христі почало процес заповнення в людині порожнечі зла. Наслідком цього буде відновлення такого стану людей (принаймні деяких), в якому вони були до гріхопадіння, набуття моральної досконалості й тілесного безсмертя.
Вчення про апокатастасис тривалий час не засуджувалося Церквою відкрито. Проте на V Вселенському соборі вчення Орігена було визнано єретичним через неоплатонічне трактування Біблії та поширення його прихильників. В той же час погляди Григорія було виправдано, оскільки він вкладав у апокатастасис інший сенс. Як православна, так і католицька церкви відтоді заперечують апокатастасис. Головним аргументом проти апокастатису вважається висловлення Івана Золотоустого, що страждання через гріх залежить не від тривалості здійснення гріха, а від його тяжкості. Вони не суперечать Божій любові, позаяк Бог лишає за людиною право обирати добро чи зло і навіть лишатися у стані гріха і зазнавати його болісних наслідків, замість насильно змінювати людину.
У протестантизмі періоду Реформації чимало течій визнавали апокатастасис, зокрема анабаптисти, меноніти, моравські брати, социніани і т. ін. Універсалісти XVIII ст. вважали, що уявлення про вічні муки грішників суперечать Святому Писанню та справедливості взагалі. Тимчасове життя не може продовжуватися вічними стражданнями. Такої ж думки дотримувався філософ Фрідріх Шлейєрмахер.
За Сергієм Булгаковим, посмертні страждання походять від небажання людиною істини, тому їх вічність або кінечність обумовлені вільним вибором. Володимир Соловйов стверджував, що зло врешті буде подолано, але як наслідок об'єднання всіх людей, за якого втратиться свобода особистого вибору. Вчення Миколи Бердяєва говорить про те, що Пекло є станом розриву зв'язку з Богом, хоча Ісус Христос як боголюдина здатний вивести людину з цього стану. В працях Євгена Трубецького Пекло є небуттям, а страждання в ньому — це увіковічнена мить остаточної смерті. Згідно з Олександром Менем, визнання вічності страждань у Пеклі означає визнання вічності зла, тому є хибним. В той же час православне офіційне віровчення стверджує, що пекельні страждання є закономірним наслідком гріха та вибору самої людини на користь зла, а не Божим покаранням за порушення Його законів.

## Примітики
1. ↑  Епікур. До Геродота 44, 5
2. ↑  Гемін. Вступ до небесних явищ 18
3. ↑  Прокл. Першооснови теології 199
4. ↑  Евдем. Фізика 88
5. ↑  Мозговий, І. П. (2009). Неоплатонізм і патристика, або Світло в присмерках великої цивілізації : монографія Суми : , 2009. – 471 с. Суми: ДВНЗ “УАБС НБУ”. с. 197—243.
6. ↑  Православная энциклопедия. Том III: «Анфимий — Афанасий». Москва: Церковно-научный центр «Православная энциклопедия». 2001. с. 39—46.